# Aparna Dutta Gupta
Aparna Dutta Gupta är professor vid universitetet i Hyderabad. Hon undervisar vid institutionen för zoologi, sektionen för livsvetenskap. Hennes forskningsområde är botanik, utvecklingsbiologi och endokrinologi. Hon har forskat inom ämnena insektsfysiologi, med fokus på skadeinsikter, vilket har fått betydelse för kunskapen om hur de kan bekämpas.

## Utbildning
Aparna Dutta Gupta tog sin doktorsexamen på Banaras Hindu University.

## Karriär
Aparna Dutta Gupta var Fulbrightstipendiat och gästforskare på institutionen för biologi på Marquette Universitetet, Milwaukee, USA (1984-1985). Hon var koordinator för Centrum för bioteknik (2003-2006) och har också arbetat som prefekt på institutionen för djurvetenskap på universitetet i Hyderabad (2003-2007).

## Priser och stipendier
Aparna Dutta Gupta har innehaft följande stipendier från olika internationella organisationer: 
- NSA-JSPS Bilateral Exchange Fellow, Miyazaki University, Japan (2012).
- INSA-DFG International Exchange Fellow, Hamburgs universitet, Tyskland (2008).
- DST-DAAD Exchange Fellow, University of Wuerzberg, Tyskland (1999 – 2003).
- INSA Exchange Fellowship, Czech Academy of Sciences, Republiken Tjeckien (2000).
- Indo-German Exchange Programme Fellow, University Tubingen, Tyskland (1991).

## Publikationer
- Arif,A., Dutta Gupta, A., Scheller,K. (2003) Tyrosine kinase mediated phosphorylation of the hexamerin receptor in the rice moth Corcyra cephalonica by ecdysteroids.[3]
- Chaitanya R.K., Sridevi P, Senthilkumaran B,  Dutta-Gupta, A. (2012)  Effect of juvenile hormone analog, methoprene on H-fibroin regulation during the last instar larval development of Corcyra cephalonica. Gen. Comp. Endocrinol., doi10.106/j.ygcem.2012.08.014.
- Parikipandla Sridevi, R. K. Chaitanya, Aparna Dutta Gupta, Balasubramanian Senthilkumaran (2012) FTZ-F1 and FOXL2 up-regulate catfish brain aromatase gene transcription by specific binding to the promoter motifs. Biochim. Biophys. Acta, 1819, 57-66.
- Parikipandla Sridevi, Aparna Dutta Gupta, Balasubramanian Senthilkumaran (2011) Molecular cloning and expression analysis of fushi tarazu factor 1 in brain of airbreathing catfish, Clarias gariepinus. PLoS One 6(12):e28867.
- Madhusudhan Budatha, Thuirei Jacob Ningshen and Aparna Dutta Gupta (2011) Is hexamerin receptor a GPI anchored protein in Achaea janata (Lepidoptera: Noctuidae)? J. Biosciences, 36, 545-553.
- Chaitanya RK, Sridevi P, Senthilkumaran B, Dutta Gupta A. (2011) 20-Hydroxyecdysone regulation of H-fibroin gene in the stored grain pest, Corcyra cephalonica, during the last instar larval development. Steroids, 76, 125-134.[1]
- Kirankumar,N., Ismail, S.N., Dutta Gupta,A., (1997) Uptake of storage protein in the rice moth Corcyra cephalonica: identification of storage protein binding proteins in the fat body cell membranes. Insect Biochemistry and Molecular Biology, Volume 27, Issue 7, Pages 671–679[4]